# Gimnàstic Tarragona
Gimnàstic de Tarragona – hiszpański klub piłkarski z siedzibą w katalońskim  mieście Tarragona. Klub został założony w 1886 i jest uznawany za jeden z najstarszych klubów w Hiszpanii. Obecnie występujący w Segunda División. Inne sekcje klubu to gimnastyka, lekkoatletyka, koszykówka, tenis, tenis stołowy oraz futsal.

## Historia
Klub założony został 1 marca 1886 przez grupę kilkunastu ludzi chcących promować gimnastykę oraz rozwój sportu w mieście. Z początku klub rozwijał sekcję boksu, kolarstwa oraz szermierki. W 1914 powstała oficjalna sekcja piłkarska Club Olímpic de Tarragona rozgrywająca swoje mecze na stadionie Avenida Catalunya, aż do roku 1972 kiedy to drużyna przeniosła się na obecny obiekt Nou Estadi.
W swojej historii Gimnástic spędził tylko 4 sezony w najwyższej klasie rozgrywkowej w Hiszpanii. W sezonie 1946/1947 drużyna zajęła 2. miejsce w Segunda División i po raz pierwszy awansowała do Primera División. W tym samym sezonie klub dotarł do półfinału Pucharu Króla eliminując w ćwierćfinale FC Barcelonę. W półfinale Nàstic przegrał w dwumeczu z innym klubem z Barcelony - RCD Espanyol 5:4, osiągając jednak swój najlepszy rezultat w historii tych rozgrywek.
Klub zakończył sezon na 7. miejscu w swoim debiucie w Primera División wygrywając m.in. na Estadio Santiago Bernabéu z Realem Madryt 3:1, 11 stycznia 1948. W sezonie 1948/1949 Nàstic zakończył rozgrywki na 9. miejscu, zaś sezon później na 13., co oznaczało spadek do Segunda División.
W latach 1951–2005 klub występował w Segunda División, Segunda División B oraz Tercera División. Dopiero w sezonie 2006/2007 klub pod wodzą Luisa Césara Sampedro powrócił po 56 latach do najwyższej klasy rozgrywkowej zajmując jednak ostatnie, dwudzieste, miejsce oznaczające ponowną relegację do niższej ligi.

## Sezony

### Sezon po sezonie
| Sezon   | Liga     | Miejsce | Puchar Króla |
| ------- | -------- | ------- | ------------ |
| 1942/43 | Regional | —       |              |
| 1943/44 | 3ª       | 2.      |              |
| 1944/45 | 3ª       | 1.      |              |
| 1945/46 | 2ª       | 3.      |              |
| 1946/47 | 2ª       | 2.      | Półfinał     |
| 1947/48 | 1ª       | 7.      |              |
| 1948/49 | 1ª       | 9.      |              |
| 1949/50 | 1ª       | 13.     |              |
| 1950/51 | 2ª       | 15.     |              |
| 1951/52 | 2ª       | 13.     |              |
| 1952/53 | 2ª       | 14.     |              |
| 1953/54 | 3ª       | 10.     |              |
| 1954/55 | 3ª       | 1.      |              |
| 1955/56 | 3ª       | 4.      |              |
| 1956/57 | 3ª       | 6.      |              |
| 1957/58 | 3ª       | 8.      |              |
| 1958/59 | 3ª       | 2.      |              |
| 1959/60 | 3ª       | 9.      |              |
| 1960/61 | 3ª       | 1.      |              |
| 1961/62 | 3ª       | 3.      |              |

| Sezon   | Liga | Miejsce | Puchar Króla |
| ------- | ---- | ------- | ------------ |
| 1962/63 | 3ª   | 6.      |              |
| 1963/64 | 3ª   | 3.      |              |
| 1964/65 | 3ª   | 3.      |              |
| 1965/66 | 3ª   | 1.      |              |
| 1966/67 | 3ª   | 2.      |              |
| 1967/68 | 3ª   | 3.      |              |
| 1968/69 | 3ª   | 2.      |              |
| 1969/70 | 3ª   | 7.      |              |
| 1970/71 | 3ª   | 13.     |              |
| 1971/72 | 3ª   | 1.      |              |
| 1972/73 | 2ª   | 16.     |              |
| 1973/74 | 2ª   | 6.      |              |
| 1974/75 | 2ª   | 13.     |              |
| 1975/76 | 2ª   | 20.     |              |
| 1976/77 | 3ª   | 11.     |              |
| 1977/78 | 3ª   | 1.      |              |
| 1978/79 | 2ªB  | 2.      |              |
| 1979/80 | 2ª   | 19.     |              |
| 1980/81 | 2ªB  | 9.      |              |
| 1981/82 | 2ªB  | 11.     |              |

| Sezon   | Liga | Miejsce | Puchar Króla |
| ------- | ---- | ------- | ------------ |
| 1982/83 | 2ªB  | 5.      |              |
| 1983/84 | 2ªB  | 5.      |              |
| 1984/85 | 2ªB  | 13.     |              |
| 1985/86 | 2ªB  | 14.     |              |
| 1986/87 | 3ª   | 4.      |              |
| 1987/88 | 2ªB  | 8.      |              |
| 1988/89 | 2ªB  | 9.      |              |
| 1989/90 | 2ªB  | 17.     |              |
| 1990/91 | 3ª   | 2.      |              |
| 1991/92 | 2ªB  | 9.      |              |
| 1992/93 | 2ªB  | 10.     |              |
| 1993/94 | 2ªB  | 11.     |              |
| 1994/95 | 2ªB  | 16.     |              |
| 1995/96 | 2ªB  | 2.      |              |
| 1996/97 | 2ªB  | 1.      |              |
| 1997/98 | 2ªB  | 15.     |              |
| 1998/99 | 2ªB  | 16.     |              |
| 1999/00 | 2ªB  | 9.      |              |
| 2000/01 | 2ªB  | 2.      |              |
| 2001/02 | 2ª   | 20.     |              |
| 2002/03 | 2ªB  | 9.      |              |
| 2003/04 | 2ªB  | 3.      |              |

| Sezon   | Liga | Miejsce | Puchar Króla |
| ------- | ---- | ------- | ------------ |
| 2004/05 | 2ª   | 7.      | III runda    |
| 2005/06 | 2ª   | 2.      | III runda    |
| 2006/07 | 1ª   | 20.     | -            |
| 2007/08 | 2ª   | 14.     | II runda     |
| 2008/09 | 2ª   | 10.     | II runda     |
| 2009/10 | 2ª   | 18.     | II runda     |
| 2010/11 | 2ª   | 18.     | II runda     |
| 2011/12 | 2ª   | 22.     | II runda     |
| 2012/13 | 2ªB  | 6.      | I runda      |
| 2013/14 | 2ªB  | 4.      | 1/32         |
| 2014/15 | 2ªB  | 1.      | II runda     |
| 2015/16 | 2ª   | 3.      | III runda    |
| 2016/17 | 2ª   | 14.     | 1/32         |
| 2017/18 | 2ª   | 15.     | II runda     |
| 2018/19 | 2ª   | 20.     | I runda      |
| 2019/20 | 2ªB  | 14.     | II runda     |
| 2020/21 | 2ªB  | 1./4.   |              |
| 2021/22 | 3ªB  | 4.      | I runda      |
| 2022/23 | 3ªB  | 8.      | 1/32         |
| 2023/24 | 3ªB  | 2.      | I runda      |
| 2024/25 | 3ªB  |         |              |

- 4 sezony w La Liga
- 22 sezonów w Segunda División
- 31 sezonów Segunda División B/Primera División RFEF/Primera Federación
- 25 sezonów w Tercera División
- 1 sezon w Lidze Regionalnej

## Skład
Stan na: 26 września 2021
| Nr | Poz. | Piłkarz             |
| -- | ---- | ------------------- |
| 1  | BR   | Álvaro González     |
| 2  | OB   | Carlos Albarrán     |
| 3  | PO   | Javi Bonilla        |
| 4  | OB   | Pol Domingo         |
| 5  | OB   | Marc Trilles        |
| 6  | PO   | Javi Ribelles       |
| 7  | NA   | Fran Carbià         |
| 8  | PO   | Pedro del Campo     |
| 9  | NA   | Pedro Martín        |
| 10 | PO   | Francesc Fullana    |
| 11 | PO   | Pol Ballesteros     |
| 12 | PO   | Aleksandar Ćirković |
| 13 | BR   | Manu García         |
| 14 | OB   | Álex Quintanilla    |

| Nr | Poz. | Piłkarz                                       |
| -- | ---- | --------------------------------------------- |
| 15 | OB   | Aythami Artiles                               |
| 16 | NA   | Édgar Hernández                               |
| 17 | PO   | Pol Prats                                     |
| 18 | OB   | Nil Jiménez                                   |
| 19 | NA   | Pablo Fernández                               |
| 20 | PO   | Robert Simón                                  |
| 21 | OB   | Joan Oriol ()                                 |
| 22 | PO   | Jannick Buyla (wypożyczony z Realu Saragossa) |
| 23 | PO   | Karim L'Koucha                                |
| 24 | BR   | Theodoros Venetikidis                         |
| 25 | PO   | Óscar Sanz                                    |
| 29 | NA   | Òscar Romero                                  |
| 38 | NA   | Andrei Lupu                                   |

## Osiągnięcia

### Oficjalne
- Catalonia Cup: 2007–08, 2011–12
- Seconda División B: 1996–97
- Tercera División: 1944–45, 1954–55, 1960–61, 1965–66, 1966–67, 1971–72, 1977–78
- Catalan Cup Second Division: 1926–27
- Second Division B League Cup: 1983–84

### Towarzyskie
- Ciutat de Lleida Trophy: 2003